# Голоса в ночи (Коты-Воители)
«Голоса в ночи» – детский фэнтезийный роман, третья книга серии «Знамение звёзд», написанная Кейт Кэри под псевдонимом Эрин Хантер и опубликованная 23 ноября 2010 года издательством HarperCollins, в России вышла в сентябре 2012 года.

## Сюжет
Действие книги начинается после битвы между Грозовым племенем и племенем Теней, в ходе которой Огнезвёзд теряет свою восьмую жизнь, а Ржавница умирает. Ежевика подходит к Чернозвёзду, и он отдаёт поляну Грозовым котам. Племя Теней уходит, а Грозовое зализывает раны. Голубичка упрекает себя в том, что она не предупредила предводителя, что Сумрачные воины взяли часть охотничьих угодий и лекарственные травы, которые выращивал Воробей, хотя могла при помощи дара.
Воробей и Листвичка залечивают раны соплеменников. Когда Иглогривка просыпается, целитель замечает, что жар у больной спадает. Они недолго беседуют о Ржавнице, затем Львиносвет входит в палатку и делится своими переживаниями по поводу убийства кошки, горячо восклицая, что он не мог стоять в сторонке, когда предводителя убивают. Слепой целитель интересуется у Львиносвета о состоянии его и Голубички. Кот сообщает о подавленном настроении своей ученицы. Воробей волнуется за неё, и коты снова спорят о битве. Воробей вспоминает о падении бука на лагерь и восстановлении лагеря, затем размышляет о видении Искролапки. Во сне он попадает в Сумрачный лес и подслушивает разговор Искролапки и Когтегрива. Потом целитель видит тренировку Ветерка под началом Звездолома.
Однажды Голубичка слышит разговор Воробья и Львиносвета и узнаёт, что Искролапка обучается в Сумрачном лесу. Под предлогом поохотиться Голубичка идёт в лес вместе с Искролапкой, где они ссорятся из-за Сумрачного леса.
Чернозвезд обучает воителей новым приемам и готовится к новой битве за территорию. Огнехвост отправляется к Лунному озеру за советом Звёздного племени. Там он встречает только котов племени теней и Клок Кометы рассказывает Огнехвосту о приближении великой войны и просит забыть о других племенах.
Когда Голубичка была на охоте она повстречала Когтегрива. Тот предложил ей встретиться той же ночью. Голубичка соглашается. Вернувшись в лагерь Голубичка видит очень странную картину：Милли кричала на Воробья проклиная за то что он не может вылечить Иглогривке позвоночник. Окончательно потеряв рпссудок Милли сказала что её дочери лучше было бы умереть. Но Крутобок успокоил безутешную мать.

## Отзывы
Критика в адрес серии исходила от Бет Л. Мейстер и Китти Флинн, писавших для "Horn Book Guide", они отметили в нескольких обзорах книг этой серии, что новым читателям будет сложно проникнуть в историю из-за количества необходимой справочной информации и многочисленных персонажей. Однако они поставили всем шести книгам четыре балла по шестибалльной шкале. Майстер также отметил, что темы часто вращаются вокруг запрещенной любви.

## Персонажи
Главные:
- Воробей, Львиносвет, Голубичка, Искролапка, Огнехвост

Второстепенные:
- Щербатая, Когтегрив